# Frank Cooley
Pour les articles homonymes, voir Cooley (homonymie).
Frank Cooley (né le 1er juin 1870 à Natchez, Mississippi aux États-Unis et mort le 6 juillet 1941  à Hollywood en Californie) est un réalisateur, scénariste et acteur américain de la période du cinéma muet.

## Biographie

### Vie privée
Frank Cooley était le mari de l'actrice Gladys Kingsbury (1876-1958), qu'il fit tourner dans plusieurs de ses films.

## Filmographie
Source principale de la filmographie :

### En tant que réalisateur
- 1914 : Her Younger Sister (court métrage)
- 1914 : Dad and the Girls (court métrage)
- 1914 : As a Man Thinketh (court métrage)
- 1914 : Love Knows No Law (court métrage)
- 1915 : In the Vale of Sorrow (court métrage)
- 1915 : The Spirit of Giving (court métrage)
- 1915 : A Girl and Two Boys (court métrage)
- 1915 : Evan's Lucky Day (court métrage)
- 1915 : Which Would You Rather Be? (court métrage)
- 1915 : Mrs. Cook's Cooking (court métrage)
- 1915 : The Happier Man (court métrage)
- 1915 : The Constable's Daughter (court métrage) (comme Fred Cooley)
- 1915 : The Haunting Memory (court métrage) (comme Fred Cooley)
- 1915 : The Doctor's Strategy (court métrage)
- 1915 : In the Mansion of Loneliness (court métrage)
- 1915 : When the Fire Bell Rang (court métrage)
- 1915 : The First Stone (court métrage)
- 1915 : The Once Over (court métrage) (comme Fred Cooley)
- 1915 : Persistence Wins (court métrage) (comme Fred Cooley)
- 1915 : Oh, Daddy! (court métrage) (comme Fred Cooley)
- 1915 : No Quarter (court métrage)
- 1915 : The Face Most Fair (court métrage) (comme Fred Cooley)
- 1915 : Dreams Realized (court métrage)
- 1915 : Life's Staircase (court métrage)
- 1915 : Naughty Henrietta (court métrage)
- 1915 : A Deal in Diamonds (court métrage)
- 1915 : The Sheriff of Willow Creek (court métrage)
- 1915 : The Trail of the Serpent (court métrage)
- 1915 : The Warning (court métrage)
- 1915 : The Valley Feud (court métrage) (comme Fred Cooley)
- 1915 : Broadcloth and Buckskin (court métrage)
- 1915 : There's Good in the Worst of Us (court métrage) (comme Fred Cooley)
- 1915 : In the Sunset Country (court métrage)
- 1916 : Wild Jim, Reformer (court métrage)

### En tant que scénariste
- 1914 : Closed at Ten de Harry A. Pollard (court métrage) (story)
- 1914 : Dad and the Girls (court métrage) de Frank Cooley
- 1914 : As a Man Thinketh (court métrage) de Frank Cooley
- 1914 : Love Knows No Law (court métrage) de Frank Cooley

### En tant qu'acteur

#### The Keystone Company
- 1913 : Les Flirts de Fatty (en) (Fatty's Flirtation) de George Nichols (court métrage) Desk Sergeant (non crédité)
- 1914 : A Flirt's Mistake de George Nichols (court métrage) : 1st Flirt in Park (non crédité)
- 1914 : Double Crossed de Ford Sterling (court métrage) : Robbery Victim (non crédité)
- 1914 : L'Étrange Aventure de Mabel (Mabel's Strange Predicament) de Mabel Normand (court métrage) : le directeur d'hôtel (non crédité)

#### American Film Manufacturing Company
- 1914 : Une jeune fille audacieuse (it) (The Girl Who Dared) de Harry A. Pollard (court métrage)
- 1914 : The Courting of Prudence (it) de Harry A. Pollard (court métrage) Ezra Benton
- 1914 : Drifting Hearts (it) de Harry A. Pollard (court métrage)
- 1914 : The Dream Ship (it) de Harry A. Pollard (court métrage) Solitaire - the King
- 1914 : The Other Train (it) de Harry A. Pollard (court métrage) Circus Manager
- 1914 : A Joke on Jane (it) de Harry A. Pollard (court métrage) The Slugger
- 1914 : As a Man Thinketh (court métrage) Mr. William Jones
- 1915 : The Redemption of the Jasons (it) d'Archer MacMackin (en) (court métrage) First Jason Brother
- 1915 : In the Sunset Country de Frank Cooley (court métrage)
- 1916 : Wild Jim, Reformer de Frank Cooley (court métrage)

#### Fox Film Corporation
- 1926 : Giboulées conjugales (The First Year), de Frank Borzage : Mr. Livingston
- 1926 : The Mad Racer (en) de Benjamin Stoloff (court métrage)
- 1926 : More Pay - Less Work (en) d'Albert Ray : Bit Part (non crédité)
- 1927 : Wanted: A Coward de Roy Clements : A Coward Bates
- 1928 : Honor Bound (en) d'Alfred E. Green : Dr. Ritchie